# Péntek 13. – II. rész
A Péntek 13. – II. rész (Friday the 13th Part 2) 1981-ben bemutatott színes, amerikai horrorfilm. Steve Miner alkotása Sean S. Cunningham előző évben bemutatott, meglepően nagy sikert aratott filmjének folytatása. A séma ugyanaz volt: jó megjelenésű fiatalok borzalmas gyilkosságok áldozataivá válnak egy tóparti nyári táborban. A forgatás 1980 október-novemberében zajlott, a produkció kis ideig a Jason munkacímet viselte. A második rész egy meglehetősen hosszú jelenettel indul, melynek egy részét a Cunningham filmjéből átvett képsorok töltik ki: állítólag ez minden idők egyik leghosszabb, főcím előtti bevezető jelenete, mely bizonyos változatokban negyedóráig tart. A folytatásban egyébként 10-en halnak meg, de a későbbi részekben már magasabb ez a szám. A fogadtatás ugyanolyan volt, mint az első rész esetében: a kritikák többsége elmarasztalóan írt a véres produkcióról, a közönség viszont érdeklődött a film iránt, és a bevételek sokszorosan meghaladták a nem túl magas gyártási költségeket. A Fangoria nevű amerikai horrormagazin szerint a Péntek 13. második része 1981 legrosszabb horrorfilmje volt.

## A cselekmény
|  | Alább a cselekmény részletei következnek! |

Alice megdöbbentő leletre bukkan a hűtőszekrényben (Adrienne King)

Este van már, de egy kisfiú még mindig az utcán játszadozik. Nemsokára egy női hang beparancsolja őt a házba. A néptelenné vált utcán egy farmernadrágos alak indul meg az egyik ház felé, melyben Alice Hardy lakik. A fiatal teremtés a közelmúltban borzalmas éjszakát élt át a közeli Kristály-tavi táborban. Barátait, a többi táborfelügyelőt brutálisan lemészárolták. A kétségbeesett Alice azt hitte, megmenekült, amikor váratlanul egy dzsippel megérkezett Pamela Voorhees. Rövidesen azonban kiderült, hogy a barátságosnak tűnő középkorú nő követte el a borzalmas gyilkosságokat, mert egyrészt így akarta megbosszulni, hogy szeretett kisfia, Jason 1958-ban a nevelők gondatlansága miatt vízbe fulladt a táborban, másrészt meg akarta akadályozni, hogy az elátkozott tábort újra megnyissák. Alice-t is meg akarta ölni, de a végzet őt érte utol: a tó partján a fiatal lány egy machetével lenyakazta. Másnap a kiérkezett rendőrök találták meg Alice-t egy csónakban a vízen: a zavarodott teremtés azt állította, hogy a vízből egy foszladozó testű kisfiú támadt rá. Kórházba került, ám rémképeitől nem tudott szabadulni. A sokkterápiát választotta: visszatért megpróbáltatásai helyszínére, hogy szembenézzen démonaival. Szülei nem értenek egyet a döntésével: aggódó édesanyja telefonon próbálja őt sokadjára jobb belátásra bírni, ám Alice rövidre zárja a beszélgetést, és leteszi a kagylót. Zuhanyozni megy, hogy felfrissüljön. Alig lép ki a tus alól, amikor újra csöng a telefon. Azt hiszi, újra az anyja hívja, de a vonal túlsó végén ijesztő csend van. Alice megijed, körbejárja a lakást, hogy mindent magára zárjon. Kis híján halálra rémül, mikor a nyitva felejtett konyhaablakon váratlanul egy macska ugrik be a helyiségbe. Alice enni akar adni neki, ezért kinyitja a hűtőszekrény ajtaját. Az eléje táruló látvány félelmetes: az egyik rácson Mrs. Voorhees levágott feje tekint rá. A lány mindenről megfeledkezve sikítani kezd. Hirtelen egy erős kar öleli át a nyakát hátulról. Moccani sem bír, miközben halántékába egy éles jégvágó fúródik.
Eltelik öt év. A kisvárosba két vidám fiatal érkezik, Jeff és Sandra. Leparkolnak az autójukkal, és egy közeli fülkéből felhívják barátjukat, Tedet, hogy pontos útbaigazítást kérjenek tőle a táborba. Míg telefonálnak, egy vontató el akarja vinni a kocsijukat. A két fiatal gyorsan félbehagyja a beszélgetést, hogy megakadályozzák autójuk elszállítását. Ahogy kilépnek a fülkéből, Bolond Ralph tűnik fel, és arról beszél, hogy azok a korábbi fiatalok sem hallgattak rá. Sandra és Jeff sem igazán figyelnek oda a félnótásnak tűnő férfira, mert rohannak a kocsijuk után. Néhány száz méter után kiderül, hogy csak a barátjuk tréfálta meg őket. Együtt folytatják az utat a táborba, ám rövidesen kénytelenek megállni, mert az úttestet egy farönk torlaszolja el. Teljesen nyilvánvaló, hogy valaki szándékosan vonszolta a rönköt az úttest közepére, de vajon miért? Sejtelmük sincs arról, hogy egy ismeretlen a fák közül minden mozdulatukat figyelemmel kíséri. A táborban az új táborvezető, Paul Holt tart eligazítást a fiataloknak, hogy mi mindenre ügyeljenek majd az elkövetkezendő hetekben. Kissé rossz néven veszi, hogy az egyik lány, Ginny késve érkezik a kocsijával, de komoly haragról persze nincs szó, elvégre ők ketten egy párt alkotnak. A fiatalok este tábortűz mellett folytatják az ismerkedést. Paul elmeséli Jason legendáját, az öt évvel ezelőtti borzalmas éjszaka minden eseményét. Nem feledkezik meg annak említéséről sem, hogy a mészárlás egyetlen túlélőjének, egy fiatal lánynak is nyoma veszett azóta. Ki tudja, mi történhetett vele? Talán Jason tért vissza a sírból, hogy megbosszulja anyja halálát? A tűz mellett hirtelen egy ijesztő arcú alak jelenik meg dárdával a kezében, néhány pillanat múlva viszont kiderül, hogy csak Ted akarta egy maszk mögé rejtőzve megtréfálni a társait. Noha csak viccelődnek a felidézett szörnyűségeken, Paul mégis mindenkinek nyomatékosan megtiltja, hogy a régi táborba menjen. Az egyik faházban folytatódik tovább a mulatozás. Ginny egy idő után otthagyja a többieket, és visszavonul a saját faházába, hogy lefeküdjön. Valaki kopogtat az ajtón, de mikor kinyitja, senki sincs ott. Paul viszont a frászt hozza rá, mikor a háta mögött észrevétlenül megjelenik. A két fiatal csókolózni kezd. Az enyelgő párost a sötétben, egy nagy fa fedezékéből Bolond Ralph figyeli. A férfi egy ág reccsenését hallja maga mögött. Mire feleszmélhetne, valaki egy vashuzalt szorít a nyaka köré, amivel pillanatok alatt megfojtja.
Másnap a mit sem sejtő fiatalok futóedzést tartanak ez erdőben. Egyikőjük kiskutyája, Muffin elkódorog. Senki nem látja, amint az állat megáll egy fa mögött rejtőzködő ismeretlen ember lábánál. A futás végeztével a felüdülésre vágyó fiatalok fürdeni mennek a tóhoz. Sandra ráveszi Jeffet, hogy fürdés helyett ők ketten inkább menjenek el megnézni a régi tábort, hogy majd a nyár elmúltával legyen miről mesélni otthon a haveroknak. Az erdőben egy frissen szétmarcangolt állattetemet találnak, talán egy kutyáét. A régi táborig nem jutnak el, mert a seriffhelyettes rajtakapja őket, és mindkettőjüket visszaviszi Holthoz. Az egyenruhásnak nem tetszik, hogy Paul szemmel láthatóan nem hajlandó komolyan megbüntetni a renitenskedőket, de nem tud mit tenni. Visszahajt a városba, amikor az erdei úton valaki átrohan a kocsija előtt. Dühös lesz, azt hiszi, megint valamelyik táborlakó az. Megáll a kocsival, és az ismeretlen után szalad az erdőbe. Végül egy rozoga kunyhónál köt ki. Bemegy: mindenütt rendetlenség, mocsok, bűz. A seriffhelyettes átkutatja a kalyibát, és az egyik helyiségben megdöbbentő felfedezést tesz. Nincs ideje, hogy felocsúdjon, mert a háta mögött valaki egy fejtőkalapácsot emel a magasba, és teljes erejéből lesújt rá.
Este a fiatalok közül néhányan bemennek a városba mulatni. Terri nem megy velük, egyedül sétálgat a sötétben, időnként elkóborolt kutyáját szólongatja. A tóparthoz érve úgy dönt, hogy megfürdik. Leveti az összes ruháját, és bemegy a vízbe. Miközben élvezettel úszkál, valaki a parton elcseni a holmijait. A meztelen leány, miután kijön a vízből, természetesen keresni kezdi ruháit. A pajkos csínytevő, a jóképű Scott élvezi Terri csupaszságát. Nem sokáig, mert rövid ideig tartó játékos kergetőzésük közben csapdába lép, és máris fejjel lefelé lengedezik az egyik faágról a lábára hurkolódott kötélen. Fordul a kocka, most Terri élvezi Scott kiszolgáltatottságát. A fiú számára kényelmetlen testhelyzet fejjel lefelé lógni, és mivel nem tudja kiszabadítani magát, mindent megígér Terrinek, hogy a lány elmenjen egy késért, amivel elvághatja a kötelet. A távollét percei óráknak tűnnek Scott számára, a fejébe szállt vértől egyre rosszabbul érzi magát. Lépéseket hall a háta mögött. Azt hiszi, Terri tért vissza. Téved. Valaki a hajánál fogva megragadja, és egy machetével elvágja a nyakát. Terri betartja az ígéretét, hamarosan újra megjelenik, hogy segítsen. Sikításban tör ki, mikor meglátja, mi történt Scott-tal. Sikolyainak a gyilkos vet véget mindörökre.
A városban Paul, Ginny és Ted Jason Voorheesről beszélgetnek, hogy vajon tényleg meghalt-e vagy életben maradt, s milyen lehet a külseje felnőttként. Ezalatt a tábor egyik faházában a tolószékes Mark és Jeff szkandereznek egymással. Jeff azonnal félbehagyja a versenyt, amint Sandra arra célozgat, hogy tartogassa másra az erejét. Hogy mire gondol, az teljesen nyilvánvaló, és a pár felmegy az emeletre. Mark sem marad magányos, a csinos Vicky ugyanis meglehetősen egyértelmű ajánlatot tesz neki. Csupán kis időt kér a fiútól, amíg rendbe hozza magát. Az emeletről hallatszanak Jeff és Sandra szeretkezésének hangjai. Mark a tolókocsijával kigurul a verandára, hogy ott várja be Vickyt. Az időjárás rosszabbra fordul, kitör a vihar. Mark azt hiszi, Vicky közeledésének neszeit hallja. Váratlanul egy hatalmas acélpenge vágódik az arcába. A gyilkos ezután bemegy a házba, és magához veszi azt a dárdát, amivel nemrég a tábortűz mellett a maszkba bújt Ted ijesztgette a többieket. Felmegy az emeleti szobába, ahol Jeff és Sandra hevesen szeretkeznek: a fiú van felül, így a lány látja meg a felemelt dárdát, mellyel az ismeretlen olyan erővel sújt le, hogy mindkét ölelkező testet átdöfi, és a dárda hegye a padlóban áll meg. A házba rövidesen visszaérkező Vickyt vészjósló csend fogadja. Felmegy az emeleti hálószobába. Az ágyon látja a lepedő alatt fekvő test körvonalát. Közelebb megy, ám ekkor a lepedő alól egy csuklyát viselő ember pattan fel. Vicky sikítva hátrál a felemelt késsel közeledő ijesztő alak elől, de nincs menekvés számára.
Minden kihalt és csendes, amikor Paul és Ginny visszaérkeznek a táborba. (Ted a városban maradt egy könnyű kis kaland reményében.) A központi faházban életnek semmi jele. Ginny felmegy az emeletre. Rövidesen rémülten kiált Paul után. A férfi felrohan a lépcsőn. A hálószoba ágyán hatalmas vérfolt éktelenkedik. Paul azt hiszi, a többiek tréfálkoznak, Ginny szerint azonban ilyen tréfát ők sem engednének meg maguknak. Lemennek a földszintre. A sötét szobában Ginnynek az az érzése támad, hogy valaki van még ott rajtuk kívül. Nem téved. Az idegen Paulra támad, akivel dulakodni kezdenek. A halálra rémült Ginny a kamrába menekül, de hiába zárkózik be, a gyilkos megpróbál bejutni hozzá előbb az ablakon, majd az ajtón át. A lány rémületét fokozza, hogy a szűk helyiségben meglátja Bolond Ralph hulláját. Az ablakon át megpróbál elmenekülni. Az autóhoz rohan, de a kocsi nem indul. Feltűnik viszont a gyilkos, aki hiába próbál bejutni a belülről bezárt járműbe. Ezért felugrik a kocsi tetejére, és a kezében lévő vasvillát a tetőn keresztül az utastérbe szúrja. A sikítozó Ginny kimenekül a másik oldali ajtón keresztül, és megpróbál elbújni az egyik faházban az ágy alatt. Úgy tűnik, sikerül félrevezetnie a gyilkost, aki már-már dolgavégezetlenül távozik a házból, amikor a halálra rémült lány félelmében bevizel. Az ágy alól kicsorduló vizelet leleplezi Ginnyt. A tettes úgy tesz, mintha elmenne. A lány ekkor kezd kimászni az ágy alól. Elsőként a csuklyás alakot pillantja meg, aki az ágyon áll: Ginnynek az utolsó pillanatban sikerül kitérnie a vasvilla szúrása elől.

Áldozati oltár

A lány bemenekül az erdőbe, és a sötétben egy kunyhóhoz ér. Megkönnyebbülve kiált segítségért, de a roskatag tákolmány üres, a távolban viszont feltűnik a csuklyás gyilkos. Ginny megpróbál elrejtőzni az egyik szobában. Döbbenten pillantja meg a földön Mrs. Voorhees fejét, melyet égő gyertyák vesznek körül. A fej előtt hever az a koszos pulóver, amit az asszony halála idején viselt. Az egész olyan, mint valami bizarr oltár. A gyilkos csákánnyal esik a bezárt ajtónak. Ginny kétségbeesett lépésre szánja el magát. Felveszi a piszkos pulóvert, és megpróbál úgy viselkedni, mintha ő lenne Mrs. Voorhees. Jasonnek szólítja a belépő gyilkost, hiszen egyértelmű most már, hogy csakis ő lehet a csuklya alatt. Az állati körülmények között felnőtt, valaha gyerekként is zavaros lelkivilágú Jason elbizonytalanodik, mikor meglátja a nőt, aki anyjaként szól hozzá, és megdicséri a fiát azért, amit eddig tett. Anyja most azt kéri, hogy tegye le a csákányt, és jöjjön oda hozzá, hogy ajándékot adjon neki. Jason engedelmeskedik, ám Ginny túl korán akar lesújtani a háta mögé rejtett machetével, és ahogy teste megmozdul, mögötte láthatóvá válik a levágott fej. Jason agya bármennyire nem tiszta, azonnal rájön arra, hogy becsapták. Felemeli a csákányt, amivel a lábán sebesíti meg a lányt. Váratlanul azonban megjelenik Paul, és újra birokra kel Jasonnal. Most sincs sok esélye, ám Ginny ezúttal beavatkozik a küzdelembe. A még mindig a kezében lévő machetével teljes erőből lesújt Jasonre. A test azonnal eldől, Jason alighanem meghalt. Leveszik az arcáról a csuklyát, a borzalmas látvány azonban megdöbbenti őket. Együtt botorkálnak vissza a táborba a faházhoz, hogy bevárják a reggelt. Ginny még most is reszket és zokog az átélt traumától, és úgy tűnik, a megpróbáltatásoknak még nincs vége. Az ajtó felől neszezés hallatszik. A lány eltökélten megragadja a Jason által korábban otthagyott vasvillát, Paul pedig kinyitja az ajtót. Óriási a megkönnyebbülés, hiszen csupán Muffin tért vissza a hosszúra nyúlt kódorgás után. Az öröm pillanataiban azonban Jason az ablakon keresztül támad Ginnyre, aki előtt minden elsötétül. Másnap tér magához, amikor a mentők hordágyon az autójukba emelik. Pault szólongatja, ám barátjának nyoma sincs…

## Háttér-információk
|  | Alább a cselekmény részletei következnek! |

### A történet
A Sean S. Cunningham által rendezett első rész 1980-ban olyan nagy sikert aratott, hogy néhány hónap múlva már megkezdődtek a folytatás forgatási munkálatai. A rendezői székbe ezúttal az előző rész egyik producere, Steve Miner ült, akinek ez volt első rendezése. A forgatókönyvet Ron Kurz írta, aki a folytatás kedvéért feltámasztotta a vízbefúlt Jason Voorheest. Az első rész forgatókönyvírójának, Victor Millernek nem tetszett ez a megoldás, mert ő annak idején a történetet úgy képzelte el, hogy Jason tényleg vízbe fulladt 1958-ban. A figurát Miller ártatlan áldozatnak akarta megtenni, nem pedig gyilkosnak, ezért már annak sem örült, hogy az első rész vége felé – Tom Savini maszkmester javaslatára – Jason oszladozó hullaként a vízből rátámad Alice-re. (Ez a jelenet nem szerepelt Miller eredeti forgatókönyvében.) A folytatás alkotói úgy döntöttek, hogy továbbra is a bosszú marad az események indítéka, s mivel a lenyakazott Mrs. Voorhees már nem jöhetett szóba tettesként, a legkézenfekvőbb megoldásnak Jason feltámasztása tűnt. A filmben erről nem sok szó esik, de a magyar nyelven is megjelent regényváltozat minderre azt a magyarázatot adta, hogy a fuldokló Jason valahogy a partra evickélt, és az erdőben keresett menedéket, hogy erőre kapjon. Csak később villant eltompult agyába, hogy vissza kellene jutnia a táborba. Mire megtette, a tábor már bezárt. Nem mert azonban túl messzire elmenni onnan, mert utoljára ott látta az anyját, és úgy hitte, az anyja majd érte fog jönni. Az értelem amúgy is pislákoló fénye a szerző szerint annak hatására hunyt ki Jason agyában, hogy állati körülmények között nőtt fel az erdőben, és néma szemtanúja volt, amint tébolyult anyja 1980-ban borzalmas módon kivégezte a Steve Christy-féle tábor fiataljait.

Ki van a csuklya alatt? (Steve Daskawisz)

Jason filmbeli külsejét a fejére húzott zsákkal valójában egy 1976-os horrorfilmből vették át: a The Town That Dreaded Sundown gyilkosa nézett ki pontosan ugyanígy. Jason szerepét tulajdonképpen ketten játszották. A stáblistán és a különböző adatbázisokban csak Warrington Gillette neve olvasható a figura megformálójaként, holott ő csupán a film végén látható néhány pillanatra, azokban a képsorokban, melyeken Jason fején nincs rajta a zsák, vagyis amikor az ablakon keresztül támad Ginnyre. A többi jelenetben a figurát általában Steve Daskawisz (Steve Dash) kaszkadőr alakította. Az egyik kivétel a film nyitójelenete, melyben Jasonnek csupán a lábait láthatjuk: talán meglepő, de ezek a lábak valójában egy nőhöz tartoztak, Ellen Lutterhez, aki a film jelmeztervezője volt. A díszlettervező Virginia Field más módon került a filmbe: róla nevezték el a női főszereplőt, Ginny Fieldet. (A Ginny a Virginia becézése.) Természetesen Tom Savinit is felkérték a folytatásban való részvételre, de ő egy másik munkája miatt nem tudta elfogadni az ajánlatot. A zeneszerző Harry Manfredini azonban igent mondott az alkotók felkérésére. Az első rész túlélőjének, Alice Hardynek eredetileg nagyobb szerepet szántak a filmben, a figurát játszó Adrienne King azonban csak rövid szereplést vállalt. Ezt azzal indokolta, hogy az első rész bemutatója után egy megszállott rajongója kezdte zaklatni, aki még az otthonába is behatolt. A zaklatás a második rész bemutatója után is folytatódott, s állítólag ennek következményeként döntött úgy a fiatal színésznő, hogy nem vállal több filmszerepet. Steve Miner nem mondott le arról, hogy Mrs. Voorheest is valahogy visszahozza a filmbe. Erre az egyik utolsó jelenet teremtett lehetőséget, amikor Ginny magára veszi az asszony pulóverét, és úgy beszél, mintha ő lenne Mrs. Voorhees. A Ginnyt játszó Amy Steel arca ekkor a Mrs. Voorheest alakító Betsy Palmer arcává változik át. Steve Miner eredetileg másként képzelte el a befejező képsort, melyben Mrs. Voorhees égő gyertyákkal körülvett feje látható: elgondolása szerint, amikor a kamera ráközelít a fejre, Mrs. Voorhees kinyitja a szemét, és elmosolyodik. Aztán meggondolta magát, mert úgy ítélte meg, hogy ez a megoldás csökkentené a film hatását. Ennek ellenére egyes vélemények szerint ebben a jelenetben tényleg egy elmaszkírozott színésznő feje látható, és nem egy kellékfej. A folytatásnak egyébként van egy harmadik visszatérő szereplője is, Bolond Ralph. A szerepet ismét Walt Gorney (1912–2004) alakította, akkora átéléssel, hogy állítólag a forgatási szünetekben is félnótásként viselkedett.
A szereplők kiválasztásakor ugyanazok voltak a fő szempontok, mint az első rész esetében, vagyis olyan jó megjelenésű fiatalokat kerestek, amilyeneket reklámfilmekben lehet látni. A tolószékes Markot játszó Tom McBride (1952–1995) korábban Marlboro-reklámokban szerepelt. 43 éves korában AIDS-szel összefüggő betegségben elhunyt: ő halt meg a valóságban elsőként a Péntek 13.-széria táborlakóit játszó színészek közül. Amíg az első rész szereplői közül Kevin Baconnek későbbi alakításaival sikerült a filmsztárok közé emelkednie, addig a folytatásban szereplő fiatalok egyikének sem sikerült a nagy áttörés, noha például a Jeffet játszó Bill Randolphot kifejezetten azért választották, mert hasonlít Baconre. A Pault alakító John Furey valamilyen nézeteltérés miatt utolsó jelenetének felvétele előtt távozott a forgatásról. Ez az oka annak, hogy a film olyan furcsán ér véget, és Ginnyt szállítják el egyetlen túlélőként, holott elvileg Paul is túlélte a szörnyűségeket. Nem tudjuk meg azt sem, hogy mi történt a városban maradt Teddel, ami kézenfekvő előkészítése lehetne a következő folytatásnak, ám annak ellenére, hogy a harmadik részt is Steve Miner rendezte, Ted figurája nem tért vissza benne. A Marta Kober által megformált Sandra Dier bátyja (akiről ebben az epizódban egy szó sem esik) viszont a negyedik rész egyik fontos szereplője lett.
A derűs hangulatban zajlott forgatás legérdekesebb anekdotái természetesen Jason személyéhez kapcsolódnak. Steve Daskawisz állítólag kétszer is rendkívül hitelesen rémítette halálra a Ginnyt játszó Amy Steelt. Az egyik jelenet szerint Ginny az erdőben fut Jason elől, aki azonban elkapja őt, ám állítólag a színésznő az ijedelemtől olyan gyorsan futott, hogy mire Daskawisz a szerepe szerint megragadhatta volna, addigra Steel már kifutott a képmezőből. A jelenetet a hatodik vagy hetedik ismétlésre tudták csak megfelelően rögzíteni. Sokkal veszélyesebb volt a Jason kunyhójában játszódó epizód, melyben Ginny egy machetével megsebzi Jasont. Cliff Cudney, a kaszkadőrök irányítója szerette volna, ha Amy Steel helyett egy női kaszkadőr csinálná meg a veszélyes jelenetet, a hitelesség érdekében viszont Miner ragaszkodott a színésznőhöz. A dolog vége az lett, hogy Amy Steel valóban megsebezte Daskawiszet az ujján, és a sebet 13 öltéssel kellett összevarrni. (Az már csak hab volt a tortán, hogy az egyik jelenet felvétele során Daskawisz az egyik bordáját is eltörte.) Az incidensek ellenére Daskawisz egyáltalán nem neheztelt Amy Steelre, de a harmadik részt már nem vállalta.  Jason másik megformálója, Warrington Gillette azonban nem volt ennyire türelmes. A film végén Gillette a szerepe szerint az ablaküvegen keresztül támadja meg Ginnyt. A kellékesek azonban nem megfelelően készítették elő a díszletüveget, így a színész valósággal visszapattant róla. Gillette olyan indulatosan ismételte meg a jelenetet, hogy egy későbbi interjúban azt állította, akkor képes lett volna tényleg megölni a partnernőjét.

## A vágások
|  | Alább a cselekmény részletei következnek! |

A forgalmazási csődöt jelentő „X” kategória elkerülése érdekében az alkotók eleget tettek az MPAA (az amerikai cenzúrahivatal) kívánságának, és számos képkockát kivágtak a filmből. Összességében állítólag 48 másodpercet tesznek ki a kivágott részek, néhány cenzúrázott képkocka viszont rákerült a videováltozat borítójára. A következő részek estek az olló áldozatául.
- A film elején látható flashbackben megrövidítették Mrs. Voorhees lenyakazásának képsorát.
- A főcím előtti bevezető jelenetben eredetileg hosszabban látható, amint Jason jégvágót döf Alice halántékába.
- Kihagytak egy közeli képet Bolond Ralph nyakáról, miután a vashuzallal megfojtották.
- Miután Jason a fejtőkalapácsot hátulról a seriffhelyettes fejébe vágta, kivágták a csöpögő vért mutató képkockákat.
- Hosszabb az a jelenet, melyben Jason elvágja Scott torkát: eredetileg több vér látható.
- Kimaradt egy közeli kép Mark arcáról, miután Jason teljes erejéből belevágta az acélpengét.
- Kivágtak egy közeli felvételt a szeretkező Jeffről és Sandráról, miután a tettes átdöfte őket a dárdával.

## Bakik
|  | Alább a cselekmény részletei következnek! |

- Amikor Alice lakásába a nyitott konyhaablakon át beugrik a macska, az állat mozgásán megfigyelhető, hogy valójában nem beugrott, hanem valószínűleg a stáb egyik tagja dobta be.
- A film elején, amikor Jeff és Sandra telefonálás közben meglátják, hogy a kocsijukat el akarják vontatni, Jeff a helyére teszi a kagylót, mielőtt kiszaladnának a fülkéből. Amikor viszont azt látjuk, hogy az utcán szaladnak a vontató után, a telefonkagyló szabadon leng a fülkében.
- Noha a seriffhelyettes majdnem egy mérföldet fut az erdőben az ismeretlen után, míg a kunyhóhoz ér, még sincs semmilyen látható fizikai jele (például szaporább lélegzetvétel, az izzadság jelei) annak, hogy korához és testalkatához képest milyen nagy távolságot tett meg futva. Ingje végig be van gombolva, amikor a kunyhóhoz ér, ám amikor belép az ajtón, már az látható, hogy az ing felső gombja nincs begombolva.
- Amikor Scott megcsúzlizza Terri fenekét, a bal oldalon találja el a lányt, aki viszont feneke jobb oldalához kap.
- Amikor Terri levetkőzik, hogy bemenjen a vízbe, a haja teljesen száraz, és hátul fel van tűzve. A következő snittben viszont az látható, hogy még csak alig néhány lépést tett a vízben, ami ott a térdéig sem ér, de a haja már vizes, és hátrafelé van simítva.
- Amikor Terri otthagyja Scottot, hogy elmenjen egy késért, amivel le tudja vágni őt a kötélről, derekán a nadrág madzagja nincs megkötve. Amikor a faházhoz ér, a madzag már meg van kötve, amikor azonban visszatér Scotthoz, a madzag ismét szabadon lóg a derekáról.
- Amikor Scott nyakát elvágják, a közelképen látható, hogy a pengének nem az éles felét használja a tettes.
- Miután Mark megölése után Jason belép a faházba, az ajtó melletti kisasztal alatt látható egy kockás ernyő. Amikor később Vicky tér vissza ugyanide, ugyanaz az ernyő van nála, ami az asztal alatt volt.
- Amikor Jason Vicky véres holttestét levonszolja a lépcsőn, semmi vérnyom nem marad utána.
- Amikor Paul és Ginny elindulnak a bárból, kocsijuk elején a bal oldali lámpa nem ég, ám amikor megérkeznek a táborba, a jobb lámpa a sötét. Paul úgy áll meg az autóval, hogy az ablaktörlők felfelé néznek. Később, amikor Ginny visszatér a kocsihoz, hogy azzal próbáljon elmenekülni, az ablaktörlők a helyükön vannak, vízszintes helyzetben.
- Amikor Ginny kiugrik a kocsiból, és a kicsapódó ajtóval földre dönti Jasont, a gyilkos azonnal felugrik, de a következő vágáskor, mikor az látható, hogy Ginny az egyik faház irányába kezd szaladni, Jason ismét a földön van a kocsiajtó mellett.

## Főszereplők
| Szereplő                       | Színész             | Magyar hang        |
| ------------------------------ | ------------------- | ------------------ |
| Ginny Field                    | Amy Steel           | Bánfalvi Eszter    |
| Alice Hardy                    | Adrienne King       | Bogdányi Titanilla |
| Bolond Ralph                   | Walt Gorney         |                    |
| Mrs. Pamela Voorhees           | Betsy Palmer        | Antal Olga         |
| Jason Voorhees, csuklya nélkül | Warrington Gillette |                    |
| Jason Voorhees, csuklyában     | Steve Daskawisz     |                    |
| Paul Holt                      | John Furey          | Makranczi Zalán    |
| Terri                          | Kirsten Baker       | Hábermann Lívia    |
| Ted                            | Stuart Charno       | Szente Vajk        |
| Sandra Dier                    | Marta Kober         | Molnár Ilona       |
| Mark                           | Tom McBride         | Stern Dániel       |
| Jeff                           | Bill Randolph       | Szabó Máté         |
| Vicky                          | Lauren-Marie Taylor | Tamási Nikolett    |
| Scott                          | Russell Todd        | Előd Álmos         |
| Maxwell                        | Cliff Cudney        |                    |
| Winslow                        | Jack Marks          | Kajtár Róbert      |